# Władysław Pożaryski

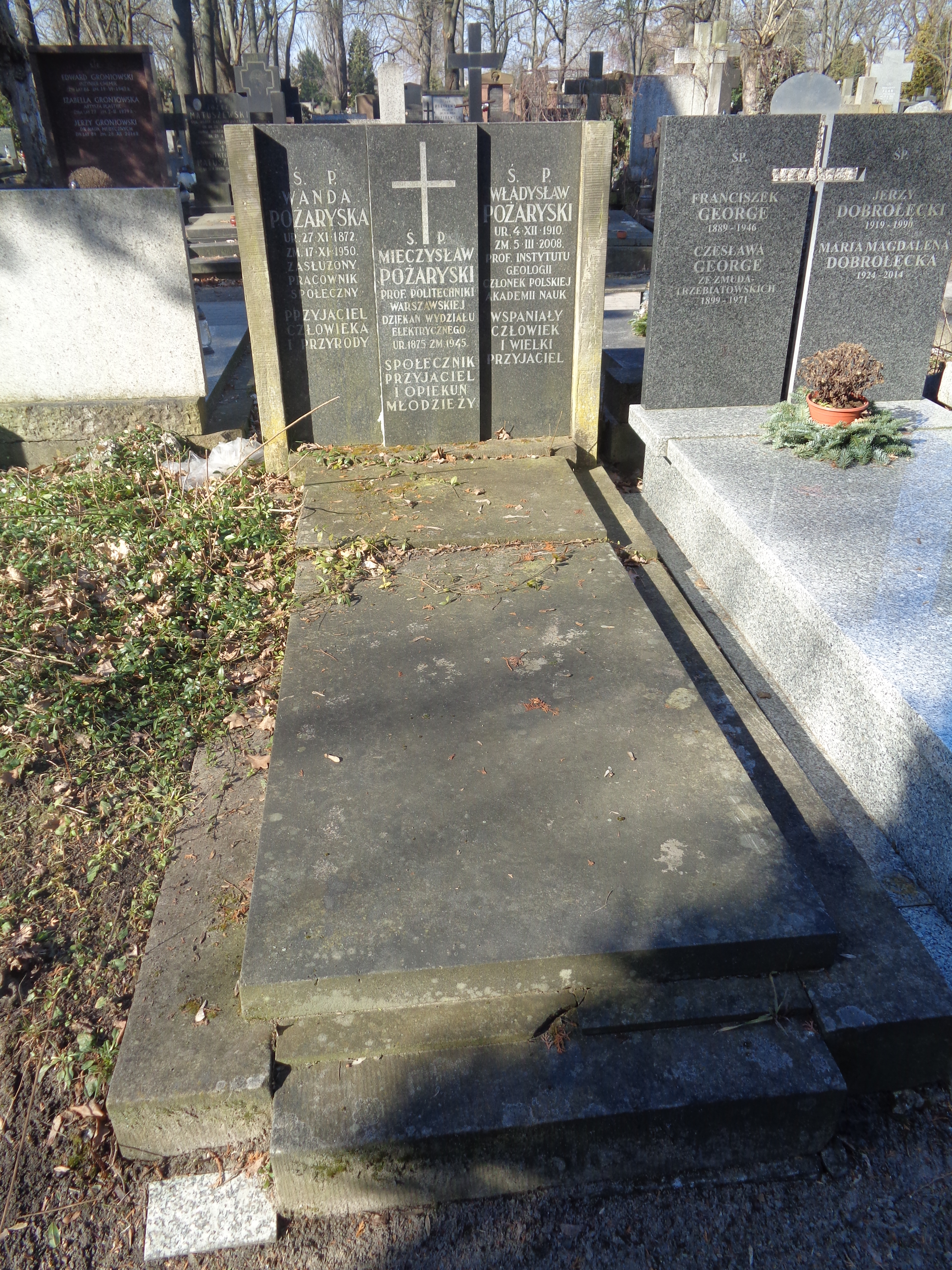
Nagrobek Władysława Pożaryskiego na cmentarzu Powązkowskim

Władysław Pożaryski (ur. 4 grudnia 1910 w Warszawie, zm. 5 marca 2008 tamże) – polski geolog, specjalista geologii regionalnej i mikropaleontologii.

## Życiorys
Urodził się jako czwarte, najmłodsze dziecko Mieczysława i Wandy z Grzegorzewskich (1872–1950). Maturę uzyskał w 1929 roku w Gimnazjum im. Stefana Batorego w Warszawie. W tym samym roku rozpoczął studia geologiczne na Wydziale Matematyczno-Przyrodniczym Uniwersytetu Warszawskiego. W 1934 otrzymał dyplom magistra filozofii w zakresie geologii i paleontologii, na podstawie pracy poświęconej kredzie i kenozoikowi okolic Kazimierza Dolnego. Obowiązkową służbę wojskową odbył w Szkole Podchorążych Rezerwy Saperów w Modlinie. Ukończył ją w stopniu plutonowego w 1935.
Do września 1937 pracował w Muzeum Techniki i Przemysłu w Warszawie na stanowisku asystenta do spraw geologii. Od października 1937 do sierpnia 1938 był asystentem profesora Jana Lewińskiego na Uniwersytecie Warszawskim. W 1938 rozpoczął pracę w Państwowym Instytucie Geologicznym, w którym pozostał do emerytury. W tym samym roku opublikował rozprawę Stratygrafia senonu w przełomie Wisły między Rachowem a Puławami, na podstawie której uzyskał w 1940 stopień doktora na działającym w konspiracji Uniwersytecie Warszawskim.
We wrześniu 1944, przy ewakuacji Warszawy, został wywieziony do obozu koncentracyjnego, najpierw do Auschwitz, a następnie do Litomierzyc, skąd wrócił do Warszawy w maju 1945.
W 1948 opublikował pracę Jura i kreda między Radomiem, Zawichostem i Kraśnikiem, uznaną w 1951 za pracę habilitacyjną. Od 1952 pracował również jako profesor na Wydziale Geologii Uniwersytetu Warszawskiego oraz kierownik Zakładu Mikropaleontologii, które to stanowiska piastował do 1969. W 1954 uzyskał tytuł profesora nadzwyczajnego, a w 1964 profesora zwyczajnego. W 1969 został powołany w poczet członków korespondentów Polskiej Akademii Nauk i Niemieckiej Akademii Nauk. W 1976 został członkiem rzeczywistym PAN.
Jednym z pierwszych kierunków zainteresowań W. Pożaryskiego była mikropaleontologia. Tuż po wojnie zorganizował w Państwowym Instytucie Geologicznym laboratorium i Pracownię Mikropaleontologiczną, której był kierownikiem do 1953. Pod jego kierunkiem w ciągu kilku lat zebrano i usystematyzowano olbrzymi materiał dokumentacyjny i opracowano stratygrafię mikropaleontologiczną mezozoiku Niżu Polskiego. Następnie został kierownikiem Zakładu Geologii Niżu
Główny wysiłek skierował na badania geologii regionalnej całego Niżu Polskiego, bardzo słabo jeszcze znanej po II wojnie światowej. Do badań tych zorganizował w Państwowym Instytucie Geologicznym w 1955 cały zespół specjalistów, z którym badał stratygrafię i tektonikę tego obszaru w oparciu o liczne prace geofizyczne i coraz głębsze wiercenia. Praca ta została podsumowana w 1961 wielką syntezą geologiczną Budowa geologiczna Niżu Polskiego. Wiele opublikowanych na ten temat monografii ma nadal fundamentalne znaczenie, także dla poszukiwań złóż ropy naftowej i gazu ziemnego.
Był członkiem wielu komitetów, komisji i rad naukowych. Z zagranicznych instytucji można wymienić członkostwo w Niemieckiej Akademii Przyrodników Leopoldina (niem. Deutsche Akademie der Naturforscher Leopoldina) (Halle) oraz członkostwo honorowe Deutsche Gesellschaft für Geologische Wissenschaften (NRD). Członek Polskiego Towarzystwa Geologicznego.
Odbył ponad 40 zagranicznych podróży naukowych do ZSRR, Szwecji, Danii, Islandii, Wielkiej Brytanii, Holandii, Belgii, Luksemburga, Francji, Włoch, Szwajcarii, Austrii, RFN, NRD, Czechosłowacji, Rumunii, Węgier, Meksyku, Stanów Zjednoczonych i Kanady, podczas których wygłosił wiele referatów i wykładów.
Jest autorem ok. 300 opracowań, opublikowanych głównie w wydawnictwach Państwowego Instytutu Geologicznego. Był też kierownikiem 32 prac magisterskich i promotorem 20 doktoratów.
Członek PZPR od 1967 roku. 
Przez 52 lata był mężem Krystyny z Maliszewskich (1914–1989), wybitnej mikropaleontolożki. 
Zmarł w Warszawie, pochowany na cmentarzu Powązkowskim (kwatera 142-5-27).

## Ordery i odznaczenia
- Krzyż Wielki Orderu Odrodzenia Polski (25 września 2000)[8]
- Order Sztandaru Pracy I klasy
- Krzyż Komandorski z Gwiazdą Orderu Odrodzenia Polski
- Krzyż Oficerski Orderu Odrodzenia Polski
- Złoty Krzyż Zasługi (11 lipca 1955)[1]
- Medal 10-lecia Polski Ludowej (22 lipca 1955)[9]
- Medal im. Mikołaja Kopernika PAN (2000)[10]

## Nagrody
- Nagroda Państwowa II stopnia za podstawowe prace z dziedziny geologii w minionym 10-leciu (1955)[11]
- Nagroda Państwowa II stopnia (zespołowa) (1964)